# Jag vill gå med glädje på min Herres bud
Jag vill gå med glädje på min Herres bud är en sång med text från 1895 av Emma Booth-Tucker. Sången tonsattes 1895 av Frederick Booth-Tucker

## Publicerad i
- Frälsningsarméns sångbok 1929 som nr 417 under rubriken "Strid och verksamhet - Under striden".
- Frälsningsarméns sångbok 1968 som nr 458 under rubriken "Strid Och Verksamhet - Kamp och seger".
- Frälsningsarméns sångbok 1990 som nr 670 under rubriken "Tillsammans i världen".